# Coupe de Moldavie de football
La Coupe de Moldavie de football (en roumain : Cupa Moldovei) est une compétition à élimination directe ouverte aux clubs des trois premières divisions moldaves. Créée en 1992, elle est organisée par la Fédération de Moldavie de football. Le Sheriff Tiraspol domine le palmarès avec dix titres. Le vainqueur de la Coupe de Moldavie se qualifie pour la Ligue Europa.

## Palmarès
| Saison    | Vainqueur              | Score            | Finaliste              |
| --------- | ---------------------- | ---------------- | ---------------------- |
| 1992      | Bugeac Comrat          | 5-0              | Tiligul Tiraspol       |
| 1992-1993 | Tiligul Tiraspol       | 1-0              | Dinamo Chișinău        |
| 1993-1994 | Tiligul Tiraspol       | 1-0 ap           | Nistru Otaci           |
| 1994-1995 | Tiligul Tiraspol       | 1-0              | Zimbru Chișinău        |
| 1995-1996 | Constructorul Chișinău | 2-1              | Tiligul Tiraspol       |
| 1996-1997 | Zimbru Chișinău        | 0-0 ap, 7-6 tab  | Nistru Otaci           |
| 1997-1998 | Zimbru Chișinău        | 1-0              | Constructorul Chișinău |
| 1998-1999 | Sheriff Tiraspol       | 2-1 ap           | Constructorul Chișinău |
| 1999/00   | Constructorul Chișinău | 1-0              | Zimbru Chișinău        |
| 2000-2001 | Sheriff Tiraspol       | 0-0ap, 5-4 tab   | Nistru Otaci           |
| 2001-2002 | Sheriff Tiraspol       | 3-2 ap           | Nistru Otaci           |
| 2002-2003 | Zimbru Chișinău        | 0-0 ap, 4-2 tab  | Nistru Otaci           |
| 2003-2004 | Zimbru Chișinău        | 2-1              | Sheriff Tiraspol       |
| 2004-2005 | Nistru Otaci           | 1-0              | Dacia Chișinău         |
| 2005-2006 | Sheriff Tiraspol       | 2-0              | Nistru Otaci           |
| 2006-2007 | Zimbru Chișinău        | 1-0              | Nistru Otaci           |
| 2007-2008 | Sheriff Tiraspol       | 1-0              | Nistru Otaci           |
| 2008-2009 | Sheriff Tiraspol       | 2-0              | Dacia Chișinău         |
| 2009-2010 | Sheriff Tiraspol       | 2-0              | Dacia Chișinău         |
| 2010-2011 | FC Iskra-Stal Rîbnița  | 2-1              | FC Olimpia Bălți       |
| 2011-2012 | FC Milsami             | 0-0 ap, 5-3 tab  | CSCA-Rapid Chişinău    |
| 2012-2013 | FC Tiraspol            | 2-2 ap, 4-2 tab  | FC Veris Singerei      |
| 2013-2014 | FC Zimbru Chișinău     | 3-1              | FC Sheriff Tiraspol    |
| 2014-2015 | FC Sheriff Tiraspol    | 3-2 ap           | Dacia Chișinău         |
| 2015-2016 | FC Zaria Bălți         | 1-0 ap           | FC Milsami Orhei       |
| 2016-2017 | FC Sheriff Tiraspol    | 5-0              | FC Zaria Bălți         |
| 2017-2018 | FC Milsami Orhei       | 2-0 ap           | FC Zimbru Chișinău     |
| 2018-2019 | FC Sheriff Tiraspol    | 1-0 ap           | FC Sfîntul Gheorghe    |
| 2019-2020 | CS Petrocub Hîncești   | 0-0 ap ; 5-3 tab | FC Sfîntul Gheorghe    |
| 2020-2021 | FC Sfîntul Gheorghe    | 0-0 ap ; 3-2 tab | FC Sheriff Tiraspol    |
| 2021-2022 | FC Sheriff Tiraspol    | 1-0              | FC Sfîntul Gheorghe    |
| 2022-2023 | FC Sheriff Tiraspol    | 0-0 ap ; 7-6 tab | FC Bălți               |
| 2023-2024 | CS Petrocub Hîncești   | 3-1              | FC Zimbru Chișinău     |
| 2024-2025 | FC Sheriff Tiraspol    | 2-1              | FC Milsami Orhei       |

## Bilan par club
| Club                   | Victoires | Finales perdues | Années des victoires                                                         |
| ---------------------- | --------- | --------------- | ---------------------------------------------------------------------------- |
| Sheriff Tiraspol       | 13        | 3               | 1999, 2001, 2002, 2006, 2008, 2009, 2010, 2015, 2017, 2019, 2022, 2023, 2025 |
| Zimbru Chișinău        | 6         | 4               | 1997, 1998, 2003, 2004, 2007, 2014                                           |
| Tiligul-Tiras Tiraspol | 3         | 2               | 1993, 1994, 1995                                                             |
| FC Tiraspol            | 3         | 2               | 1996, 2000, 2013                                                             |
| Milsami Orhei          | 2         | 2               | 2012, 2018                                                                   |
| CS Petrocub Hîncești   | 2         | –               | 2020, 2024                                                                   |
| Nistru Otaci           | 1         | 8               | 2005                                                                         |
| FC Bălți               | 1         | 3               | 2016                                                                         |
| FC Sfîntul Gheorghe    | 1         | 3               | 2021                                                                         |
| Bugeac Comrat          | 1         | –               | 1992                                                                         |
| FC Iskra-Stal Rîbnița  | 1         | –               | 2011                                                                         |
| Dacia Chișinău         | –         | 4               | –                                                                            |
| Dinamo Chișinău        | –         | 1               | –                                                                            |
| CSCA-Rapid Chişinău    | –         | 1               | –                                                                            |
| FC Veris Singerei      | –         | 1               | –                                                                            |